# Аль-Аттар, Мухаммед Саид
Мухаммед Саид аль-Аттар (араб. محمد سعيد العطار‎;
26 ноября 1927, Джибути — 20 ноября 2005, Бейрут, Ливан) — йеменский политический и государственный деятель, и. о. премьер-министра Йемена (9 мая 1994 — 6 октября 1994), экономист, дипломат, педагог, доктор наук (1962).

## Биография
После окончания средней школы, отправился в Париж, где получил научную степень по французской литературе в Парижском университете и докторскую степень (Ph.D) в области экономики и социальных наук в Сорбонне. С 1958 по 1962 год там же читал лекции. С 1959 по 1962 год работал научным сотрудником Института исследований экономического и социального развития в Париже.
В 1962 году стал членом республиканского революционного движения в Северном Йемене и поддержал «революцию 26 сентября» против имамата. В ноябре 1962 года был назначен первым генеральным директором Йеменского банка реконструкции и развития и членом Высшего совета по экономическим вопросам. Впоследствии, с 1965 по 1967 год исполнял обязанности заместителя премьер-министра, министра экономики и члена Высшего комитета по планированию и сыграл решающую роль во время «70-дневной осады Саны» в 1967 году, определившей исход гражданской войны в Северном Йемене.
Дипломат. С 1968 по 1971 год работал постоянным представителем Йеменской Арабской Республики при Организации Объединенных Наций в Нью-Йорке; вновь занимал на эту должность в 1973 году. Имел ранг посла, когда представлял Йемен на конференциях Всемирного банка и Международного валютного фонда в 1971 году, а также на Генеральной конференции Организации Объединенных Наций по вопросам образования, науки и культуры 1972 года. С 1974 по 1985 год — исполнительный секретарь Экономической и социальной комиссии Организации Объединенных Наций для Западной Азии (в настоящее время ЭСКЗА)
До и после Объединения Йемена работал в правительстве исполняющим обязанности премьер-министра (1994), заместителем премьер-министра (1985—1990, 1992—1994, 1995—1997), министром развития (1985—1990), председателем Центрального планового органа (1985), министром промышленности (1990—1992), председателем Главного инвестиционного управления страны (1992—1993) и министром нефти и минеральных ресурсов (1995—1997).
В 1997—2002 годах был постоянным представителем Йеменской Республики при Организации Объединенных Наций в Женеве.
Был членом Международной социологической ассоциации (Мадрид), Международного института экономических наук (Женева), Форума стран третьего мира (Дакар) и Арабского центра исследований (Амман).
Автор книги «Экономическое и социальное развитие Йемена: перспективы йеменской революции».
Публиковал статьи и исследования в различных газетах и журналах, в том числе в «Le Monde» (Париж), «Politique Etrangere» (Париж), «Economie et Humanisme» (Париж), «Revolution Africanine» (Алжир), «Al-Ahram» и «Ат-Талия» («Авангард»)) (Каир), «Дирасат Арабия» (Бейрут) и «Жен Африка» (Париж).
Умер после тяжёлой продолжительной болезни и похоронен 23 ноября 2005 года в Бейруте.